# Georges Ferney
Georges Ferney, nom de plume d’Emmanuel Bonfilhon, est un photographe, réalisateur de films et écrivain français né le 19 mars 1909 à Marseille et mort le 7 juin 1982 dans le 15e arrondissement de Paris.

## Biographie
Emmanuel Bonfilhon est le fils de Jean Marie Emmanuel Bonfilhon et de Victoire Péraldi, né le 19 mars 1909 à Marseille d'une vieille famille provençale, mentionnée dès la fin du XVIe siècle au lieu dit « Règneiris » à Lançon en Provence. 

## Scoutisme
Proche de Pierre Grimaud et du Général Henri Charles Valdant, il exerce ensuite une activité de photographe, journaliste pour plusieurs revues des Scouts de France. Il utilise ses photos pour illustrer ses articles. Ses articles servent de modèle pour la formation rédactionnelle et photographique des jeunes scouts. 

« Je l'ai rencontré pour la première fois pendant Les Journées Nationales des Scouts de France, présidées à Strasbourg par le Maréchal Lyautey. C'était bien avant la guerre de 1940 et je me souviens encore de cet élégant scout toulonnais d'adoption, vêtu d'un splendide imperméable blanc, qui s'était déplacé avec son avion personnel pour assister, appareil photo et caméra Pathé-Baby en bandoulière, à cette rencontre strasbourgeoise. »

— Serge Dalens.

## L'auteur
Mis en cause en 1959 dans une affaire de mœurs à La Chapelle-Saint-André,,, on ne trouve pas trace de condamnation.
À partir de 1960, il change de nom de plume "pour ne pas être accusé de monopoliser les éditions Alsatia" selon une interview de son héritier , il fera de même en 1970 et en 1978.

## Ouvrages
Ouvrages parus dans les collections Signe de Piste
Sous le pseudonyme de Georges Ferney
- « Fort Carillon » (en un seul Volume) SDP n°16 (1944)
- « Le pont des morts » (Fort Carillon - Tome 1) SDP n°16 (1958) - SDP Fleurus (1996)
- « La marche des vivants » (Fort Carillon - Tome 2) SDP n°16 bis (1958) - SDP Fleurus (1996)
- « La ménagerie » SDP n° 26 (1946) reparu aux éditions Delahaye SDP n°19 (2012)
- « Le Château perdu » SDP n° 29 (1948) - SDP n° 29 (1954 & 1958) - Nouveau SDP n° 145 (1989) (Prix du roman pour enfants 1991)
- « Le prince des sables » SDP n° 30 (1948 - 1955) - traduit en allemand aux éditions Spurbücher  n° 36 (1954) (Prix Larigaudie 1948)
- « Le chemin de la liberté » SDP n° 102 (1957)

Sous le pseudonyme de Patrick Robin
- « La maison de l'espoir » SDP n° 139 (1960)
- « L'affaire Stani » SDP Junior n° 32 (1962)

Sous le pseudonyme de Geoffrey X. Passover
- « Joar de l'espace » Safari SDP n° 24 (1972) - traduit aussi dans Safari Aventura (collection portugaise) n° 10 (1973) et Safari Coleccion (collection argentine) n° 3 (1975) - et réédité au Nouveau SDP n° 65 (1978)
- « Les survivants de l'an 2000 » Nouveau SDP n° 58 (1977)

Sous le pseudonyme de Georges Calissanne
- « Les fils de la cité » Nouveau SDP n° 71 (1978)
- « Le roi d'infortune » Nouveau SDP n° 94 (1979)

Ouvrage paru dans la collection Jamboree
Sous le pseudonyme de Jean-Yves Corin
- « La cabane aux chansons » Jamboree Série Jeunes n° 52 (1961), et réédité en septembre 2011 aux éditions du Triomphe collection Totem

## Filmographie
Films documentaires retraçant des manifestations du Scoutisme, réalisés avant-guerre en format 9,5 mm noir et blanc muets :
- « 1er Rassemblement National des Louveteaux à Chamarande en 1926 ».
- « Rallye annuel de Toulon nommé ‘‘Montjoie’’en 1926, 1927, 1928 ».
- « Pèlerinage des Scouts de France à Lourdes en 1927 ».
- « Venue de Baden-Powell à Marseille en 1932 ».
- « Jamboree de Gödöllö de 1933 ».
- « Journées Scouts de France à  Strasbourg en 1933 ».
- « Venue de Baden-Powell à Toulon en 1934 ».
- « Pèlerinage des Scouts de France à Rome en 1934 ».
- « Journées Scouts de France à Marseille en 1936 ».
- « 25e Anniversaire des Scouts de France à Paris en 1936 ».
- « Jamboree de Vogelenzang de 1937 ».

(Courts-métrages d'une durée d'environ 10 minutes)
Réalisés après-guerre en 16 mm sonore noir et blanc ou couleurs :
Documentaires
- « Images du Jamboree » Jamboree de la paix à Moisson en 1947 en collaboration avec les actualités.
- « Un Raid avec les Scouts de la 3e Tarbes » en 1950, c'est un moyen métrage noir et blanc de 26 minutes.
- « Images du Jamboree » Bad Ischl 1951  Moyen-métrage noir et blanc, durée 35 minutes.
- « La mystérieuse caverne » moyen-métrage noir et blanc, durée 30 minutes sortie en 1952 (réalisé au gouffre de La Pierre Saint Martin avec le groupe spéléologique des Scouts de France).
- Court-métrage noir et blanc pour l’œuvre des jeunes abandonnés : « Mon cœur est à toi » (documentaire sonore noir et blanc, durée 18 minutes, sortie en 1958).

Fictions
- Moyen-métrage couleurs (16 mm sonore) Le Merveilleux Royaume (durée 35 minutes, sortie en 1954) d'après le récit homonyme de Pierre Labat (collection Signe de piste).
- Long-métrage noir et blanc Les Cent Camarades d'après le roman homonyme de Claude Appell (collection Signe de piste) (16 mm sonore, durée 90 minutes, sortie en 1957).
- Long-métrage couleurs  Le Chemin de la Liberté d'après son propre roman  paru dans la collection Signe de piste (16 mm sonore, durée 90 minutes, sortie en 1958).